# Mirosternus nigrocastaneus
Mirosternus nigrocastaneus là một loài bọ cánh cứng thuộc họ Ptinidae.